# Captain Blood (1924)
Captain Blood, que estreou em 1924, é um filme mudo estrelado por J. Warren Kerrigan e dirigido por David Smith. O filme é baseado no romance Captain Blood, His Odyssey, de Rafael Sabatini.

## Elenco
- J. Warren Kerrigan - Capitão Peter Blood
- Jean Paige - Arabella Bishop
- Charlotte Merriam - Mary Traill
- James W. Morrison - Jeremy Pitt
- Allen Forrest - Lord Julian Wade
- Bertram Grassby - Don Diego
- Otis Harlan - Corliss
- Jack Curtis - Wolverstone
- Wilfrid North - Coronel Bishop
- Otto Matieson - Lord Jeffreys
- Robert Bolder - Admiral van der Kuylen
- Templar Saxe - Governador Steed
- Henry A. Barrows - Lord Willoughby
- Boyd Irwin - Levasseur
- Henry Hebert - Capitão Hobart
- Julie Bishop (creditada Jacqueline Wells)